# 天主教阿爾瓦塞特教區
天主教阿爾瓦塞特教區（拉丁語：Dioecesis Albasitensis）是西班牙一個羅馬天主教教區，位於阿爾瓦塞特省，屬托萊多總教區。
1949年11月2日升為教區。2007年，在當地387,658人口中，有教友379,900人，佔轄區總人口98%、193個堂區、179名司鐸、3名執事、42名修士、384名修女。現任教區主教為奇里亞科·文德·瑪竇。